# Albo d'oro del campionato sloveno di calcio
La pagina elenca le squadre vincitrici del massimo livello del campionato sloveno di calcio.

## Albo d'oro
| Stagione  | Campione        | Secondo posto   | Terzo posto     | Capocannoniere                                   | Goal | Club                                    |
| --------- | --------------- | --------------- | --------------- | ------------------------------------------------ | ---- | --------------------------------------- |
| 1991-1992 | Olimpia Lubiana | Maribor         | Bonifika        | Zoran Ubavič                                     | 29   | Olimpia Lubiana                         |
| 1992-1993 | Olimpia Lubiana | Maribor         | Mura            | Sašo Udovič                                      | 25   | Slovan Lubiana                          |
| 1993-1994 | Olimpia Lubiana | Mura            | Maribor         | Štefan Škaper                                    | 23   | Beltinci                                |
| 1994-1995 | Olimpia Lubiana | Maribor         | Gorica          | Štefan Škaper                                    | 25   | Beltinci                                |
| 1995-1996 | Gorica          | Olimpia Lubiana | Mura            | Ermin Šiljak                                     | 25   | Olimpia Lubiana                         |
| 1996-1997 | Maribor         | Primorje        | Gorica          | Faik Kamberović                                  | 21   | Publikum Celje                          |
| 1997-1998 | Maribor         | Mura            | Gorica          | Ismet Ekmečić                                    | 21   | Olimpia Lubiana                         |
| 1998-1999 | Maribor         | Gorica          | Rudar Velenje   | Novica Nikčevič                                  | 17   | Gorica                                  |
| 1999-2000 | Maribor         | Gorica          | Rudar Velenje   | Kliton Bozgo                                     | 24   | Maribor                                 |
| 2000-2001 | Maribor         | Olimpia Lubiana | Primorje        | Damir Pekič                                      | 23   | Publikum Celje                          |
| 2001-2002 | Maribor         | Primorje        | Koper           | Romano Obilinović                                | 16   | Primorje                                |
| 2002-2003 | Maribor         | Celje           | Olimpia Lubiana | Marko Kmetec                                     | 23   | Olimpia Lubiana                         |
| 2003-2004 | Gorica          | Olimpia Lubiana | Maribor         | Dražen Žeželj                                    | 19   | Primorje                                |
| 2004-2005 | Gorica          | Domžale         | Celje           | Kliton Bozgo                                     | 18   | Maribor                                 |
| 2005-2006 | Gorica          | Domžale         | Koper           | Miran Burgič                                     | 24   | Gorica                                  |
| 2006-2007 | Domžale         | Gorica          | Maribor         | Nikola Nikezić                                   | 22   | Gorica                                  |
| 2007-2008 | Domžale         | Koper           | Gorica          | Dario Zahora                                     | 22   | Domžale                                 |
| 2008-2009 | Maribor         | Gorica          | Rudar Velenje   | Etien Velikonja                                  | 17   | Gorica                                  |
| 2009-2010 | Koper           | Maribor         | Gorica          | Milan Osterc                                     | 23   | Gorica                                  |
| 2010-2011 | Maribor         | Domžale         | Koper           | Marcos Tavares                                   | 16   | Maribor                                 |
| 2011-2012 | Maribor         | Olimpia Lubiana | Mura 05         | Dare Vršič                                       | 22   | Olimpia Lubiana                         |
| 2012-2013 | Maribor         | Olimpia Lubiana | Domžale         | Marcos Tavares                                   | 17   | Maribor                                 |
| 2013-2014 | Maribor         | Koper           | Rudar Velenje   | Mate Eterovič                                    | 19   | Rudar Velenje                           |
| 2014-2015 | Maribor         | Celje           | Domžale         | Marcos Tavares                                   | 17   | Maribor                                 |
| 2015-2016 | Olimpia Lubiana | Maribor         | Domžale         | Rok Kronaveter Jean-Philippe Mendy Andraž Šporar | 17   | Olimpia Lubiana Maribor Olimpia Lubiana |
| 2016-2017 | Maribor         | Gorica          | Olimpia Lubiana | John Mary                                        | 17   | Rudar Velenje                           |
| 2017-2018 | Olimpia Lubiana | Maribor         | Domžale         | Luka Zahovič                                     | 18   | Maribor                                 |
| 2018-2019 | Maribor         | Olimpia Lubiana | Domžale         | Luka Zahovič                                     | 18   | Maribor                                 |
| 2019-2020 | Celje           | Maribor         | Olimpia Lubiana | Ante Vukušić                                     | 27   | Olimpia Lubiana                         |
| 2020-2021 | NŠ Mura         | Maribor         | Olimpia Lubiana | Jan Mlakar Nardin Mulahusejnović                 | 14   | Maribor Koper                           |
| 2021-2022 | Maribor         | Koper           | Olimpia Lubiana | Ognjen Mudrinski                                 | 17   | Maribor                                 |
| 2022-2023 | Olimpia Lubiana | Celje           | Maribor         | Žan Vipotnik                                     | 20   | Maribor                                 |
| 2023-2024 | Celje           | Maribor         | Olimpia Lubiana | Aljoša Matko                                     | 18   | Celje                                   |
| 2024-2025 | Olimpia Lubiana | Maribor         | Koper           | Raul Florucz                                     | 15   | Olimpia Lubiana                         |

## Vittorie per squadra
| Squadra         | Vittorie | Stagioni |
| --------------- | -------- | --- |
| Maribor         | 16       | 1996-97, 1997-98, 1998-99, 1999-00, 2000-01, 2001-02, 2002-03, 2008-09, 2010-11, 2011-12, 2012-13, 2013-14, 2014-15, 2016-17, 2018-19, 2021-22 |
| Olimpia Lubiana | 4        | 1991-92, 1992-93, 1993-94, 1994-95 |
| Gorica          | 4        | 1995-96, 2003-04, 2004-05, 2005-06 |
| Olimpia Lubiana | 4        | 2015-16, 2017-18, 2022-23, 2024-25 |
| Celje           | 2        | 2019-20, 2023-24 |
| Domžale         | 2        | 2006-07, 2007-08 |
| Koper           | 1        | 2009-10 |
| NŠ Mura         | 1        | 2020-21 |